# Kizik
Kizik  (starogrško starogrško Κύζικος, Kizikos, osmansko turško آیدینجق‎, Aydıncıḳ) je bilo starodavno naselje v Miziji, Anatolija, v sedanji turški provinci Balıkesir. Naselje je stalo na polotoku Kapıdağ (klasični Arktonez) na peščini, ki naj bi bila v preteklosti otok, povezan s celino z umetnim ali naravnim nasipom. 
Kizik je pod zaščito turškega Ministrstva za kulturo.

## Zgodovina
Naselje naj bi ustanovili Pelazgi iz Tesalije, po izročilu ob prihodu Argonavtov. Pomembno je začelo postajati šele proti koncu peloponeške vojne (431-404 pr. n. št.), v kateri so bili spopadi osredotočeni na trgovske poti med Grčijo in Črnim morjem. V tem času je začel pomen Aten in Mileta pojemati, Kizik pa je začel cveteti. V bližini Kizika je poveljnik atenskega  ladjevja Alkibiad leta 410 pr. n. št. porazil špartanski ladjevje. Velika bitka je postala znana kot bitka pri Kiziku.
Znani antični filozof Evdoks s Knida je v Kiziku ustanovil šolo in se z učenci odpravil v Atene na obisk k Platonu. Kasneje se je vrnil v Kizik, kjer je leta 355 pr. n. št. umrl.
Obdobja olimpijad so se v Kiziku štela od leta  135 ali 139 pr. n. št.
Kizik je zaradi ugodnega položaja hitro pridobil trgovinski pomen. Njegovi zlati staterji so bili v antičnem svetu osnovna valuta, dokler jih niso izpodrinili kovanci Filipa II. Makedonskega.  Edinstven in značilen kiziški kovanec je bil kiziken, vreden 28 drahem.
Med peloponeško vojno so imeli oblast v mestu izmenično Atenci in Špartanci. 
Po Antalkidovi sklenitvi miru leta 387 pr. n. št. je Kizik, tako ko večina grških mest v Mali Aziji, pripadel Perziji. Mesta je leta 334 pr. n. št. osvojil Aleksander Veliki, ki naj bi v Kiziku zgradil most med mestom in celino. 
V helenističnem obdobju je bila zgodovina Kizika tesno povezana z Atalidi iz Pergamona. Po njihovem izumrtju je prišel pod neposredno oblast Rimske republike. Mesto se je leta 74 pr. n. št. na rimski strani obranilo pred napadom vojske Mitridata VI. Pontskega, ki je štela 300.000 mož. Mesto je bilo za svojo zvestobo nagrajeno z razširitvijo ozemlja, privilegiji in priznanjem neodvisnosti. Postalo je vodilno mesto severne Mezije vse do Troje.
Pod Tiberijem (vladal 14-37 n. št.) je bil Kizik vključen v Rimsko cesarstvo, vendar je ostal glavno mesto Mezije (od takrat naprej Helespont) in postal eno od največjih mest antičnega sveta.
Kizik so leta 675 za nekaj časa okupirali Arabci Muavije I.  Zgleda, da je mesto prušila  vrsta potresov, prvi leta 443 in zadnji leta 1063. Prebivalstvo se je pred 13. stoletjem, ko so polotok zasedli križarji,  preselilo v Artake. 
Mesto je leta 1324 postalo sedež ene od treh metropolij v Mali Aziji in prispevalo letno finančno pomoč Konstantinopelskemu patriarhatu. Ko so mesto zasedli osmanski Turki, so se za mesto začeli težki časi. V času od leta 1370/1372 do 1387 je bil sedež metropolita prazen, po mnenju Spirosa Vironisa zaradi finančnih težav. Kasneje, v 14. stoletju so bili sedež v Kalcedonu in nekatere patriarhalne posesti v Bitiniji in Helespontu dodeljene Kiziški metropoliji.
V osmanskem obdobju je Kizik spadal v kazo Erdek v provinci Brusa.

## Spomeniki
Med glavne vidne ostanke starodavnega Kizika spadajo ruševine obzidja iz 4. stoletja, ki ga je mogoče slediti po skoraj celi dolžini, temelji Hadrijanovega templja in ruševine  rimskega akvadukta in gledališča. 
Slikoviti amfiteater, skozi katerega zdaj teče potok,  je bil eden največjih na svetu. Gradnja amfiteatra se je začela sredi 1. stoletja n. št. in trajala do konca 3. stoletja.  Njegov premer je bil skoraj 150 m.  Od te veličastne zgradbe, ki je bila nekoč uvrščena med sedem čudes antičnega sveta, je leta 1444 še vedno stalo enaintrideset ogromnih stebrov, ki so jih kasneje porabili v druge namene. 
Temelji kolosalnega templja, posvečenega cesarju Hadrijanu, so še vidni. Stebri so bili visoki 21,35 m. Drugi najvišji znani stebri v Baalbeku, Sirija, so merili "samo" 19,35 m.
Kamnolom, v katerem so Bizantinci lomili kamen za gradnjo Hagije Sofije v Konstantinoplu, se je izkoriščal še v osmanskem obsobju.

## Znameniti ljudje
Androsten iz Kizika, 200 pr. n. št., je spremljal Antioha III. Velikega v Indijo.
Evdoks iz Kizika, 130 pr. n. št., pomorščak in raziskovalec.
Proklej Konstantinopelski, v 5. stoletju imenovan za kiziškega metropolitan, vendar službe nikoli ni opravljal; bil je konstantinopelski patriarh in pomembna oseba v razvoju kristologije.
German I. Konstantinopelski, v zgodnjem 8. stoletju kiziški metropolit, kasneje konstantinopelski patriarh in zgodnji ikonofil.
Gelazij iz Kizika, cerkveni pisec iz 5. stoletja.
Adrast iz Kizika,  matematik, ki ga citira hematician cited by Augustine of Hippo
Teofan Spovednik,  ki je svoje uradni versko življene začel v Polihronijevem samostanu  v okolici Kizika.
Jaja, slikarka in kiparka.